# Schloss Veleslavín

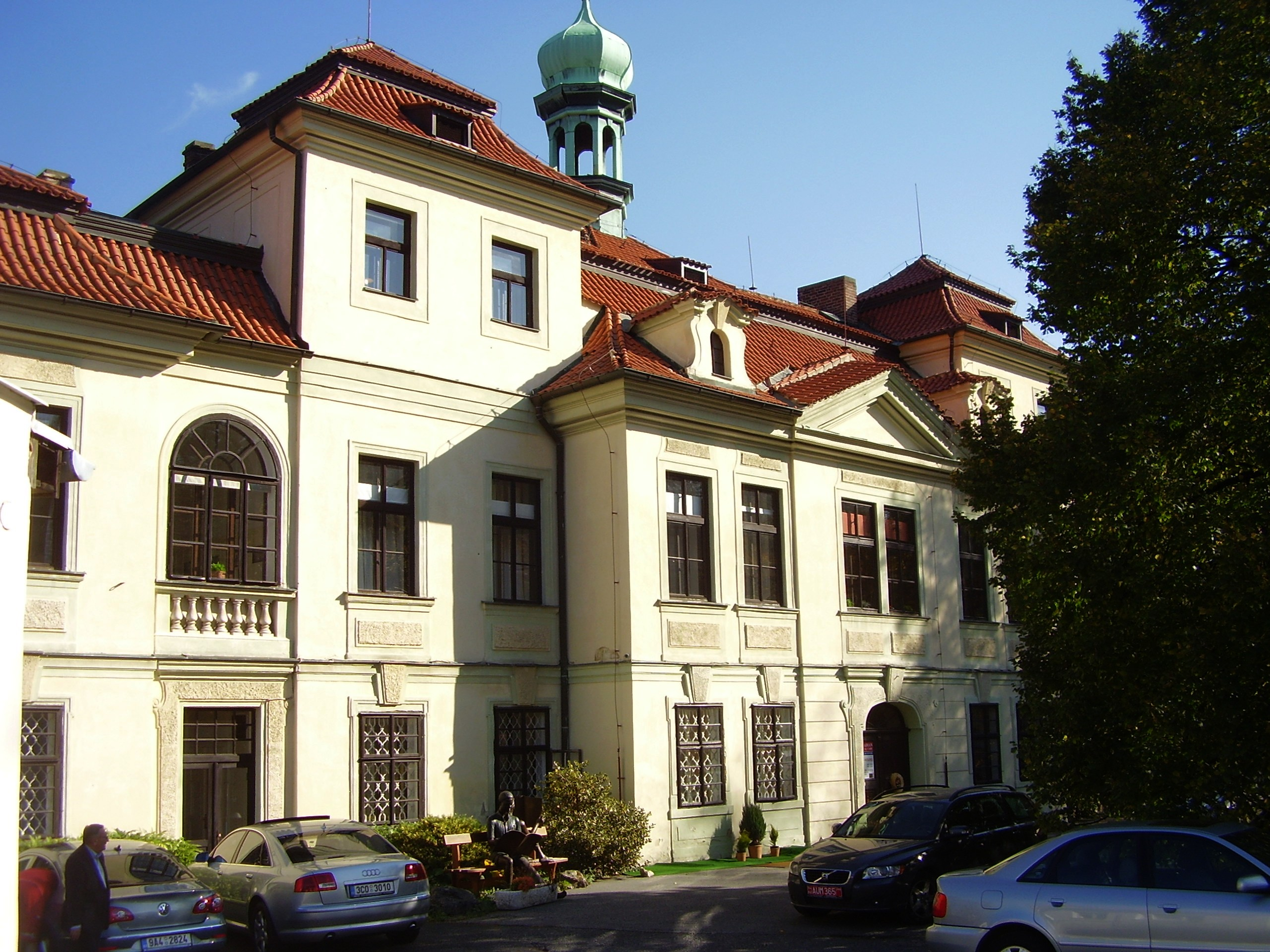
Schloss Veleslavín

Das Schloss Veleslavín (tschechisch Zámek Veleslavín) ist ein Barockschloss im Prager Stadtteil Veleslavín.

## Geschichte

### Vorgängerbauten
Das Dorf Veleslavín wurde im Jahre 993 erstmals im Gründungsbesitz des Klosters Břevnov erwähnt.
Seit dem 15. Jahrhundert war es im Besitz von Prager Bürgerfamilien. Im 16. Jahrhundert gehörte es der Familie Adam von Veleslavín, 1546 wurde dort Daniel Adam von Veleslavín geboren. Zu dieser Zeit gab es dort ein Gut oder kleines Schloss.

### Schlossneubau um 1730
Im 18. Jahrhundert gehörte dieses möglicherweise der Kaiserin Elisabeth von Österreich, der Mutter von Maria Theresia.
Um 1730–50 wurde ein neues Schloss gebaut, wahrscheinlich nach Plänen von Kilian Ignaz Dientzenhofer. 1757 wurde es möglicherweise von Feldmarschall Keith während der preußischen Belagerung Prags bewohnt.

### Emilie van Oestéren um 1880–1907
Um 1877–84 kaufte es Emilie Rosenbaum/van Oestéren und wohnte dort mit ihren drei Kindern, abwechselnd zu ihrer Wohnung in Wien. 1896 war der junge Rainer Maria Rilke hier mehrmals zu Gast, er schrieb danach der Tochter Laská van Oestéren mindestens zwölf Briefe. Um 1899 verfasste der Sohn Friedrich Werner van Oestéren hier wahrscheinlich Teile seines ersten Romans. und hielt sich in den die nächsten Jahre hier öfter auf. 1907 nahm sich seine Geliebte im Schloss das Leben, worauf die Mutter Emilie van Oestéren es zum Verkauf anbot.

### Nervenheilanstalt 1908–1939
Der Psychiater Leo Kosák wollte das Anwesen mit seinem Cousin Oskar Fischer kaufen, was die Eigentümerin aber ablehnte, angeblich, weil sie Juden waren. Daraufhin erwarb der Bürgermeister von Břevnov Jan Kolátor das Grundstück und verkaufte es 1908 für 100.000 Kronen an die beiden.
Diese gründeten dann ein Sanatorium für Nerven- und Geisteskranke.
1917/18 wurde die 21-jährige Milena Jesenská durch ihren Vater zwangsweise untergebracht, um ihre Beziehung zu einem Mann zu unterbinden. Sie berichtete später über die Zwangsisolation von Karl Přibram, sowie über eine eigene Strafisolation, nachdem sie zu ihm trotzdem  Kontakt aufgenommen hatte. „Psychiatrie ist eine schreckliche Sache, wenn sie missbraucht wird“.
Seit 1918 lebte auch Charlotte Garrigue Masaryková, die Ehefrau des ersten Präsidenten der Tschechoslowakei wegen eines Nervenleidens hier. Ihr Mann besuchte sie öfter und hatte ein eigenes Arbeits- und Aufenthaltszimmer. 1922 starben mehrere Patienten unter ungeklärten Umständen.

### Auswanderungsfonds für Böhmen und Mähren 1940–1945
1939 verkaufte Oskar Fischer seinen Anteil an seine nichtjüdische Ehefrau. Das Gelände wurde trotzdem enteignet, und dem Auswanderungsfonds für Böhmen und Mähren übergeben. Dieser organisierte die Enteignung jüdischen Vermögens in Böhmen und Mähren und finanzierte damit die Transporte in die Konzentrationslager. Die beiden jüdischen Inhaber wurden 1941 verhaftet, und anschließend in Lager gebracht, in denen sie 1942 bzw. 1944 starben.

### Kliniken 1947–2000
1946 versuchte der Sohn Josef Kosák erfolglos das Gelände zurückzuerhalten. Seit 1947 war dieses eine pneumologische Klinik in staatlichem Besitz. 1990 wurde es Universitätsklinikum, dann Canadian Medical Care. Seit 2000 wurde es nicht mehr genutzt und drohte zu verfallen.
Im Jahre 2022 wird es teilweise wieder erhalten, unter anderem für Architekturausstellungen.

## Anlage
Das Barockschloss wurde um 1912 durch Anbauten ergänzt. Außerdem gibt es einige weitere kleinere Gebäude und einen großen Schlosspark.